# 原田和香
原田和香（日语：／ Harada Nodoka，1991年8月9日—）是一名出生於日本岡山縣的壘球選手，司職外野手，目前效力於日本壘球聯盟太陽誘電。她曾隨隊參加2020年夏季奧林匹克運動會壘球比賽，結果獲得金牌。

## 獎項
- 日本女子壘球聯盟全壘打王：1回（2020年）